# Ser pálpusztai

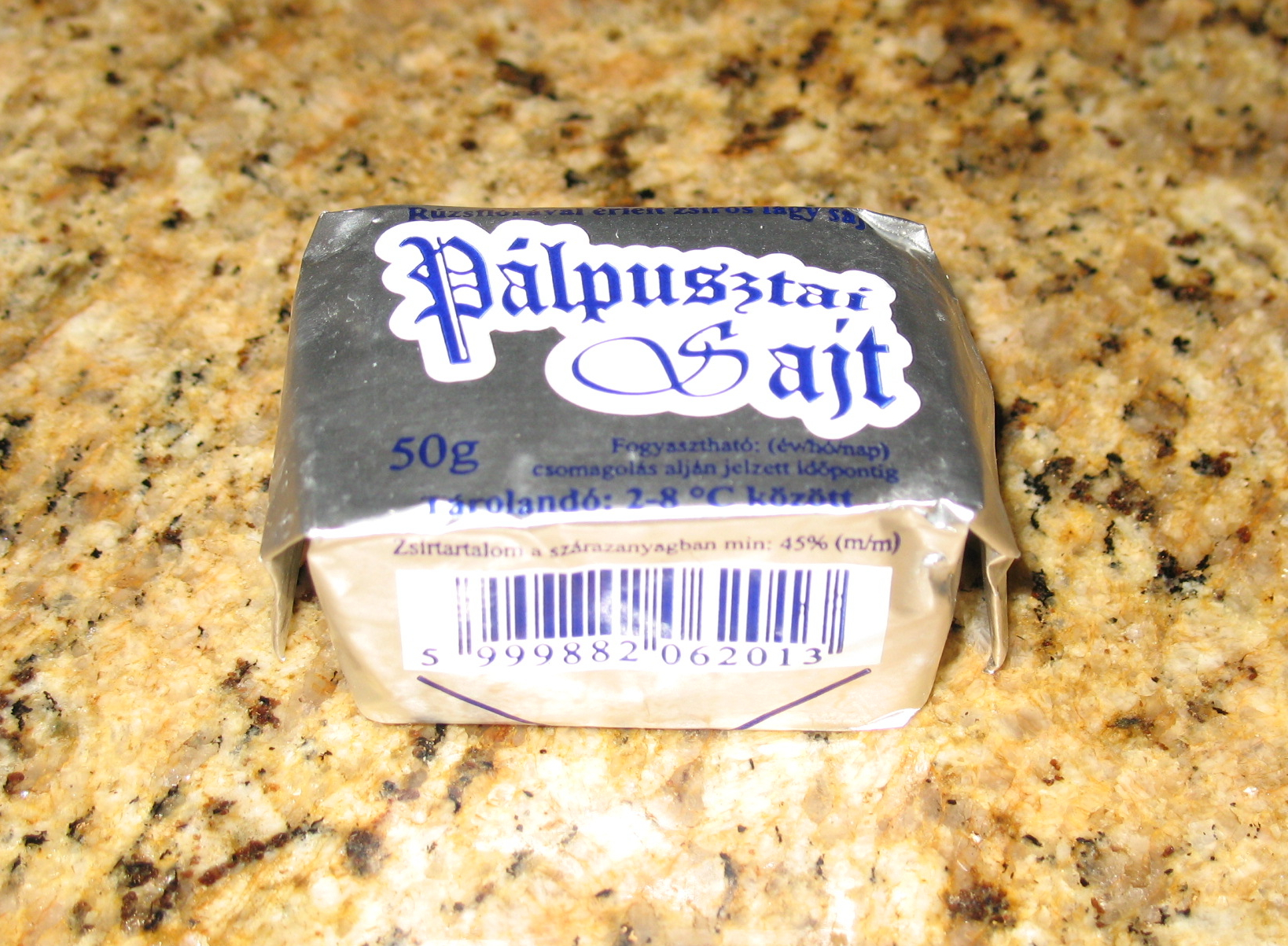
Ser pálpusztai w opakowaniu

Ser pálpusztai – tłusty, miękki ser węgierski typu podpuszczkowego wytwarzany z mleka krowiego. W smaku jest lekko pikantny ze zdecydowanie wyczuwalną wonią amoniaku. Z zewnątrz pokryty jest mazistym kożuszkiem. Z czasem jego wnętrze, na skutek dojrzewania, może przybrać formę półpłynną. Zalicza się do serów typu limburskiego.

## Historia
Ser pálpusztai, mimo że wytwarzany jest na Węgrzech dopiero od początku XX wieku, uznany został za Hungaricum, czyli tradycyjny produkt węgierski.

## Wytwarzanie
W procesie wytwarzania sera jego kostki smaruje się słonawym roztworem zawierającym bakterię Brevibacterium linens. Bakteria ta potrzebuje powietrza do rozmnażania i dlatego proces fermentacji przebiega na powierzchni sera prowadząc do powstania lekko brązowawej, mazistej warstewki. Ciekawostką jest, że ta rozkładająca białko bakteria występuje także na skórze ludzkiej będąc w części odpowiedzialną za powstawanie zapachu człowieka – i jego podobieństwo do woni sera.

## Parametry
Węgierska księga artykułów spożywczych następująco określa parametry sera: waga – 43–47 gramów, długość – 4–5 cm, szerokość – 3–4 cm, wysokość – 2,5–3,5 cm, zawartość masy suchej – minimum 44%, tłuszczu – co najmniej 45%.